# Ophiozonella antarctica
Ophiozonella antarctica is een slangster uit de familie Ophiolepididae.
De wetenschappelijke naam van de soort werd in 1968 gepubliceerd door J. Seno & S. Irimura.